# Бураевский сельсовет
Бураевский сельсовет  — муниципальное образование в Бураевском районе Башкортостана.

## История
Согласно «Закону о границах, статусе и административных центрах муниципальных образований в Республике Башкортостан» имеет статус сельского поселения.

## Население
| 2002    | 2009    | 2010    | 2012    | 2013    | 2014    | 2015    |
| ------- | ------- | ------- | ------- | ------- | ------- | ------- |
| 9611    | ↗11 159 | ↘10 089 | ↘10 004 | ↗10 038 | ↗10 140 | ↘10 087 |
| 2016    | 2017    |         |         |         |         |         |
| ↗10 152 | ↗10 227 |         |         |         |         |         |

## Состав сельского поселения
| № | Населённый пункт | Тип населённого пункта       | Население |
| - | ---------------- | ---------------------------- | --------- |
| 1 | Бураево          | село, административный центр | ↗10 752   |
| 2 | Шабаево          | деревня                      | ↗273      |
| 3 | Бикзян           | деревня                      | ↘183      |
| 4 | Дюсметово        | деревня                      | ↘96       |
| 5 | Шуняково         | деревня                      | ↘15       |